# Kitagawa Keiko
Kitagawa Keiko (北川 景子 Bắc Xuyên Cảnh Tử,  sinh ngày 22 tháng 8 năm 1986) là một diễn viên kiêm cựu người mẫu người Nhật Bản. Cô từng là người mẫu độc quyền cho tạp chí Seventeen từ năm 2003 tới giữa năm 2006, và giã từ sự nghiệp người mẫu cùng thời điểm cô thôi việc cho tờ tạp chí. Vai diễn đầu tiên của cô là Sailor Mars trong Sailor Moon, thuộc show Pretty Guardian Sailor Moon (2003-4), và sau vai diễn trong Mamiya Kyōdai, cô từ bỏ công việc người mẫu và chuyển sang trở thành diễn viên chuyên nghiệp. Cô xuất hiện trong một số phim như The Fast and the Furious: Tokyo Drift (2006) và Handsome Suit (2008), đồng thời Kitagawa cũng đóng nhiều phim truyền hình dài tập như Mop Girl (2007), Homeroom on the Beachside (2008), Buzzer Beat (2009) và Lady Saigo no Hanzai Profile (2011).

## Đời Sống
Kitagawa sinh ngày 22 tháng 8 năm 1986 tại Hyōgo, Nhật Bản, trong gia đình có một em trai. Cô lớn lên ở Kobe, và đã mất rất nhiều bạn bè trong Trận đại địa chấn Hanshin năm 1995. Khi còn nhỏ, cô muốn trở thành bác sĩ. Nhưng khi bước vào trung học, Kitagawa nhận ra mình không thể làm được điều đó và cô trở nên hoàn toàn mơ hồ về tương lai của mình. Trong thời gian này, cô đã muốn được các nhà tìm kiếm tài năng chú ý tới và quyết định sẽ bước chân vào làng giải trí. Cha mẹ cô ban đầu phản đối điều này, họ chỉ đưa ra sự cho phép trên hai điều kiện: rằng cô sẽ không được tiếp tục nếu không có tiến bộ trong vòng một năm, và trước tiên phải tốt nghiệp trường đại học. Cô đã giữ một nửa lời hứa, tốt nghiệp khóa "khoa học thương mại" ở Đại học Meiji, Tokyo vào thán 3 năm 2009.
Khoảng thời gian một năm không tạo nên trở ngại cho cô. Trong chưa đầy một tuần cô đã được chọn với cả vai trò diễn viên và người mẫu. Cô được chọn là Miss Seventeen năm 2003, Chính điều này đã dẫn dắt cô trở thành người mẫu thực tập của Seventeen cho tới khi cô trở thành người mẫu chuyên nghiệp tháng 9 năm 2006. Trong nửa cuối của sự nghiệp, cô thậm chí đã có thương hiệu riêng cho mình là "Keiko's Beauty Honey".
Trong vai trò diễn viên, cô được giao vai Rei Hino trong show diễn Sailor Moon, điều này đã đánh dấu sự bắt đầu trong sự nghiệp diễn xuất của Kitagawa. Vai diễn chính thức đầu tiên của cô là Mamiya Kyōdai, và bị đánh giá là không chuyên nghiệp bởi đạo diễn Yoshimitsu Morita, từ đó cô đã chú trọng tập luyện diễn xuất nhiều hơn. Ban đầu cô chỉ tập trung vào phim ảnh, đáng chú ý có vai diễn trong Cherry Pie và Dear Friends. Vào cuối năm 2007, cô nhận được vai chính đầu tiên trong một bộ phim truyện truyền hình,Mop Girl. Năm 2008, cô được giao vai anh hùng trong Homeroom on the Beachside, Fuji Television. Đây trở thành một bước tiến quan trọng trong sự nghiệp của Kitagawa Keiko.
Cũng trong năm đó cô chuyển tớ Tokyo và bắt đầu thực hiện cả công việc người mẫu lẫn phim ảnh cho tới nay. Năm 2006, cô đã từng tới California để thực hiện các cảnh quay trong The Fast and the Furious: Tokyo Drift và trở lại Mỹ vài tháng sau khi quay về để học thêm tiếng Anh. Trong khoảng thời gian này, cô đã bắt đầu viết blog và tiếp tục cho đến tháng 6 năm 2007; Blog của cô đã bị xóa vào tháng 7 năm 2007. Blog của cố là nguồn cho rất nhiều thông tin trong bài viết này, và các liên kết tham khảo các bản sao trên máy Wayback. Từ tháng 5 đến tháng 9 năm 2007, cô viết chuyên mục Keytan Hakusho cho tạp chí listings (Nhật Bản) Weekly The Television. (Keytan hay "Kii-tan" là biệt danh của cô thời trung học.) "Hakusho" có nghĩa là "giấy trắng". Cô tiếp tục 1 blog mới vào tháng 5 năm 2008, ngay trước khi nhận vai diễn trong Homeroom on the Beachside.
Cô cho rằng mình là một người thích ở nhà khi tự nhận xét về bản thân, cô thích xem DVD, nghe nhạc và đọc sách. Khi được hỏi cô sẽ làm gì nếu ngày mai là tận thế, cô trả lời "tôi đọc sách". Ngoài ra, cô cũng thích bơi lội. Cô nuôi một con mèo tên Jill.
Hiện tại, Kitagawa Keiko được quản lý bởi Stardust Promotion.
Cô đã xuất hiện trong rất nhiều phim như Mizu ni Sumu Hana (2006), Mamiya Kyōdai (2006), The Fast and the Furious: Tokyo Drift (2006), Cherry Pie(2006), Dear Friends (2007), Sono Toki ha Kare ni Yoroshiku (2007), Southbound (2007), Heat Island (2007), Handsome Suit (2008), Orion in Midsummer (2009), I'll Pay (2009), After the Flowers (2010), Matataki (2010) và Elevator to the Scaffold (2010).
Các chương trình truyền hình như Pretty Guardian Sailor Moon (2003-4), Mop Girl (2007), Homeroom on the Beachside (2008), Buzzer Beat (2009), and Moon Lovers (2010).

## Điện ảnh

### Phim
| Năm  | Phim                                  | Vai                             | Loại     |
| ---- | ------------------------------------- | ------------------------------- | -------- |
| 2006 | Mamiya Kyōdai                         | Yumi Honma                      | Nữ phụ   |
| 2006 | Mizu ni Sumu Hana                     | Rikka Mizuchi                   | Nữ chính |
| 2006 | The Fast and the Furious: Tokyo Drift | Reiko                           | Nữ phụ   |
| 2006 | Cherry Pie                            | Kiyohara                        | Nữ chính |
| 2007 | Dear Friends (film)                   | Rina                            | Nữ chính |
| 2007 | Sono Toki ha Kare ni Yoroshiku        | Momoka Katsuragi                | Nữ Phụ   |
| 2007 | Southbound                            | Youko Uehara                    | Nữ Phụ   |
| 2007 | Heat Island                           | Nao                             | Nữ Phụ   |
| 2008 | Handsome Suit                         | Hiroko Hoshino                  | Nữ chính |
| 2009 | Battle Under Orion                    | Shitsuko Arisawa/Izumi Kuramoto | Nữ chính |
| 2009 | I’ll Pay                              |                                 | Nữ phụ   |
| 2010 | After the Flowers                     | Ito                             | Nữ chính |
| 2010 | Elevator to the Scaffold              |                                 | Nữ phụ   |
| 2010 | Matataki                              | Izumi                           | Nữ chính |
| 2011 | Paradise Kiss                         | Yukari Hayasaka                 | Nữ chính |
| 2012 | Magic Tree House (film)               | Jack (voice)                    | Nữ chính |

### Truyền hình
| Năm  | Phim                          | Kênh     | Vai                  | Loại                                                 |
| ---- | ----------------------------- | -------- | -------------------- | ---------------------------------------------------- |
| 2003 | Pretty Guardian Sailor Moon   | CBS/TBS  | Sailor Mars/Rei Hino | Nữ chính; Tokusatsu dựa trên manga/anime Sailor Moon |
| 2007 | Mop Girl                      | TV Asahi | Momoko Hasegawa      | Nữ chính                                             |
| 2008 | Homeroom on the Beachside     | Fuji TV  | Enokido Wakaba       | Nữ chính                                             |
| 2009 | Buzzer Beat                   | Fuji TV  | Riko Shirakawa       | Nữ chính                                             |
| 2010 | Hostess with a Pen            | MBS/TBS  | Rie Saito            | Nữ chính; dựa trên chuyện có thật của Rie Saito      |
| 2010 | Tsuki no Koibito              | Fuji TV  | Ōnuki Yuzuki         | Nữ chính                                             |
| 2011 | LADY~Saigo no Hanzai Profile~ | TBS      | Kazuki Shōko         | Nữ chính                                             |
| 2011 | Nazotoki wa Dinner no Ato de  | Fuji TV  | Reiko Hosho          | Nữ chính                                             |
| 2011 | Kono Sekai no Katasumi ni     | NTV      | Suzu                 | Nữ chính                                             |
| 2012 | Akumu-chan                    | NTV      | Mutoi Ayami          | Nữ chính                                             |

### Radio
- 2006: Tanabata Nananenkai - As Naomi Setsuraku/Midori Fujikura

### DVD
- 2004/2005: Bishoujo Senshi Sailor Moon Live Action vol. 1 to 12.
- 2004: Bishoujo Senshi Sailor Moon: Kirari Super Live
- 2004: Bishoujo Senshi Sailor Moon: Special Act
- 2005: Bishoujo Senshi Sailor Moon: Act Zero
- 2006: Mizu ni Sumu Hana
- 2006: Mamiya Kyōdai
- 2006: The Fast and the Furious: Tokyo Drift
- 2007: Cherry Pie
- 2007: Dear Friends
- 2008: Sono Toki ha Kare ni Yoroshiku
- 2008: Southbound
- 2008: Heat Island
- 2009: Handsome Suit
- 2010: Orion in Midsummer
- 2010: Buzzer Beat

### Sách
- 2006: STYLISH STREET BOOK "I've been to Hollywood!"
- 2007: Kitagawa Keiko Shashinshū Dear Friends
- 2008: Actress Make Up
- 2010: Actress Make Up II[15]

### Quảng cáo
- 2007: Diet Water Let's (Suntory)
- 2007: NTT DoCoMo 2.0 (NTT DoCoMo)
- 2007: Coffret D'Or (Kanebo)[9]
- 2008-9: Palitte (Glico)
- 2008: Capsela Lưu trữ ngày 24 tháng 1 năm 2010 tại Wayback Machine (Suntory)
- 2008: Breo (Glico)
- 2008: Kanaflex Lưu trữ ngày 24 tháng 5 năm 2013 tại Wayback Machine (Kanaflex Corporation)
- 2008: Okinawa 2008 Lưu trữ ngày 18 tháng 9 năm 2009 tại Wayback Machine (All Nippon Airways)
- 2009: Sala (Kanebo)
- 2010: SEED
- 2010: Sony α (Sony)
- 2010: Sony Cyber-shot (Sony)
- 2011: Sumitomo Life (Sumitomo Life - Print Ads Only)
- 2011: Palitte Glico Ice Cream

### Chuyên Mục Tạp chí
- 2007: Keytan Hakusho (Weekly The Television Lưu trữ ngày 5 tháng 3 năm 2013 tại Wayback Machine)

### CD
- 2004: Sakura Fubuki ("Cherry Blossom Storm")/Hoshi Furu Yoake ("Stars Fall at Dawn") (as Rei Hino)

## Danh hiệu
- 2008: 55th The Television Drama Academy Awards: Special Award[16]

## Đường Dẫn
- Trang web chính thức
- Blog chính thức Lưu trữ ngày 27 tháng 8 năm 2010 tại Wayback Machine
- KEIKO'S BLOG phiên bản tiếng Anh
- Kitagawa Keiko trên IMDb